# Kapodístrias
Kapodístrias (Kapodistrias) är en ort i Grekland.   Den ligger i prefekturen Nomós Argolídos och regionen Peloponnesos, i den södra delen av landet, 90 km sydväst om huvudstaden Aten. Kapodístrias ligger 28 meter över havet och antalet invånare är 136.
Terrängen runt Kapodístrias är kuperad österut, men västerut är den platt. Havet är nära Kapodístrias åt sydväst. Runt Kapodístrias är det tätbefolkat, med 257 invånare per kvadratkilometer. Närmaste större samhälle är Argos, 8,4 km nordväst om Kapodístrias. Trakten runt Kapodístrias består till största delen av jordbruksmark.